# Killing on Adrenaline
Killing on Adrenaline è il secondo album in studio del gruppo musicale brutal death metal statunitense Dying Fetus, pubblicato nel 1998.

## Tracce
1. Killing on Adrenaline – 5:40
2. Procreate the Malformed – 7:06
3. Fornication Terrorists – 5:28
4. We Are Your Enemy – 3:45
5. Kill Your Mother/Rape Your Dog – 1:16
6. Absolute Defiance – 3:53
7. Judgement Day (cover degli Integrity) – 1:50
8. Intentional Manslaughter – 5:30

## Formazione
- John Gallagher - chitarre, voce
- Jason Netherton - basso, voce
- Brian Latta - chitarre
- Kevin Talley - batteria